# 陸上自衛隊の廃止部隊等一覧
陸上自衛隊の廃止部隊等一覧（りくじょうじえいたいのはいしぶたいとういちらん、List of JGSDF Abolition unit）は、防衛計画の大綱（防衛力整備計画）に基づき廃止あるいは改編された陸上自衛隊の部隊・機関等の一覧である。

## 師団・旅団・混成団・団など
- 第13師団 - 1999年3月29日、第13旅団に改編。
- 第12師団 - 2001年3月26日、第12旅団に改編。
- 第5師団 - 2004年3月29日、第5旅団に改編。
- 第11師団 - 2008年3月26日、第11旅団に改編。
- 第2混成団 - 2006年3月27日、第14旅団に改編。
- 第1混成団 - 2010年3月25日、第15旅団に改編。
- 第2教育団 - 2008年3月26日、中部方面混成団に改編。
- 第1教育団 - 2011年4月22日、東部方面混成団に改編。
- 第3教育団 - 2013年3月26日、西部方面混成団に改編。
- 第1戦車団 - 1981年3月25日、第7師団の機甲化師団改編に伴い解体。隷下部隊は方面直轄へ再編及び第7師団に編入。
- 中央補給処 - 1998年3月25日廃止。隷下部隊・支処等は補給統制本部及び関東補給処に改編。
- 通信団 - 2018年3月27日、システム通信団に改編。
- 中央即応集団 - 2018年3月、陸上総隊編成に伴い廃止。

## 機関
- 陸上自衛隊幹部学校・陸上自衛隊研究本部- 2018年3月27日、陸上自衛隊教育訓練研究本部に統合再編成。
- 陸上自衛隊業務学校・陸上自衛隊調査学校 - 2001年3月26日、陸上自衛隊小平学校に統合。
  - 陸上自衛隊調査学校の部門は平成29年度末(2018年3月27日)に陸上自衛隊情報学校として再編成。
- 陸上自衛隊少年工科学校 - 2010年3月26日、陸上自衛隊高等工科学校に改編。
- 陸上自衛隊通信学校 - 2024年3月21日、陸上自衛隊システム通信・サイバー学校に改編。

## 普通科
中期防衛力整備計画に基づく改編又は廃止。
- 第23普通科連隊 - 第7師団改編により1981年3月25日廃止。11普連第5,6普通科中隊・師団隷下の戦車連隊等へ人員を移行。
- 第45普通科連隊 - 第3師団改編（4個普通科連隊保有の甲→3個普通科連隊保有の乙）により1994年3月廃止。
- 第9普通科連隊 - 第2戦車連隊の編成に伴う人員確保及び師団改編（4個普通科連隊保有の甲→3個普通科連隊保有の乙）により1995年3月廃止。1個中隊程度の人員を第26普通科連隊第4普通科中隊に編成替え。
- 第29普通科連隊 - 1996年3月廃止。一部第28普通科連隊第4普通科中隊に改編。
2008年3月26日、第28普通科連隊第4普通科中隊は第11対戦車隊とともに北部方面対舟艇対戦車隊及び同部隊の直接支援隊に改編。
- 第15普通科連隊 - 2018年3月27日、第15即応機動連隊に改編。
- 第42普通科連隊 - 2018年3月27日、第42即応機動連隊に改編。
- 第10普通科連隊 - 2019年3月26日、第10即応機動連隊に改編。
- 第22普通科連隊 - 2019年3月26日、第22即応機動連隊に改編。
- 第3普通科連隊 - 2022年3月16日、第3即応機動連隊に改編。
- 第6普通科連隊 - 2023年3月16日、第6即応機動連隊に改編。
- 空挺普通科群 - 2004年3月廃止。3個普通科大隊に改編。
- 師団（旅団）長直轄の対戦車隊 - 2017年3月現在、11個対戦車隊・中隊が廃止。
- 西部方面普通科連隊 - 2018年3月26日廃止。連隊本部を基幹として水陸機動団本部に、実行部隊を基幹として第1水陸機動連隊に改編。
- 第12対戦車中隊 - 2023年3月15日廃止。

## 機甲科
- 第1戦車団廃止及び第7師団の機甲師団化（1981年3月25日）に伴い連隊に改編し編成替え。
  - 第7戦車大隊 - 第71戦車連隊に改編。
  - 第1戦車群 - 戦車団廃止後は方面直轄部隊として残留したが、2014年3月末で廃止。
  - 第2戦車群 - 隷下の1個戦車中隊を整理縮小し（第71戦車連隊編成に伴う処置）第72戦車連隊に改編。
  - 第3戦車群 - 隷下の1個戦車中隊を整理縮小し（第71戦車連隊編成に伴う処置）第73戦車連隊に改編。
- 戦車の北転事業に伴い、戦車戦力供出のため廃止。
  - 第2混成団戦車隊 - 1990年3月26日、部隊廃止。同時期に縮小を受けた部隊と共に第7師団の3個戦車連隊の増強に充てられた。
- 第2師団の改編に伴い連隊に増強改編。
  - 第2戦車大隊 - 1995年3月28日、第2戦車連隊に改編。
- 当該師団の旅団化に伴い縮小改編または廃止。
  - 第13戦車大隊 - 1999年3月29日、第13戦車中隊に縮小改編。
  - 第12戦車大隊 - 2001年3月26日、第12師団の旅団化に伴い廃止。
  - 第5戦車大隊 - 2004年3月29日、第5戦車隊に改編。改編の際、旅団化に伴い廃止となった施設大隊から1個小隊を編入し機能を増強。
2011年4月、旅団の即応予備自衛官訓練終了及び戦車の定数削減により第3中隊の廃止及び本管中隷下の施設小隊を第5施設隊に移行、大隊編制に整理縮小。
- 26中期防に基づく伴う戦車の整理・削減施策に伴う処置。
  - 第4戦車大隊 - 2018年3月26日廃止。第1中隊を新編の西部方面戦車隊の1個中隊へ、第2中隊を水陸機動団戦闘上陸大隊の1個中隊に分割再編。
  - 第8戦車大隊 - 2018年3月26日、西部方面戦車隊へ改編。一部は第42即応機動連隊機動戦闘車隊へ編合。
  - 第14戦車中隊 - 2018年3月26日廃止。新編の第15即応機動連隊機動戦闘車隊として日本原駐屯地から善通寺駐屯地へ移駐。
  - 第4偵察隊 - 2019年3月25日廃止。西部方面戦車隊第3戦車中隊の人員及び16式機動戦闘車を統合、第4偵察戦闘大隊に改組。
  - 第6戦車大隊 - 2019年3月26日、第22即応機動連隊機動戦闘車隊に改編。
  - 第11戦車大隊 - 2019年3月26日、第11戦車隊に改編。
  - 戦車教導隊- 2019年3月26日、機甲教導連隊に改編。
  - 偵察教導隊 - 2019年3月26日、機甲教導連隊偵察隊に改編。
  - 第1機甲教育隊 - 2019年3月25日廃止、機甲教導連隊に編合。
- 31中期防に基づく伴う戦車の整理・削減施策に伴う処置。
  - 第1戦車大隊・第1偵察隊 - 2022年3月17日、第1偵察戦闘大隊に改編。
  - 第3戦車大隊・第3偵察隊 - 2023年3月16日、第3偵察戦闘大隊に改編。
- 31中期防に基づく機動旅団化に伴う処置。
  - 第12偵察隊 - 2023年3月16日、第12偵察戦闘大隊に改編。
  - 第5戦車大隊 - 2023年3月16日、第5戦車隊に再改編。
- 防衛力整備計画 (2023)に基づく伴う戦車の整理・削減施策に伴う処置。
  - 第9戦車大隊・第9偵察隊 - 2024年3月20日、第9偵察戦闘大隊に改編。
  - 第10戦車大隊・第10偵察隊 - 2024年3月20日、第10偵察戦闘大隊に改編。
  - 第13戦車中隊・第13偵察隊 - 2024年3月20日、第13偵察戦闘大隊に改編。

## 野戦特科
独立特科大隊については陸上自衛隊の独立特科大隊等一覧を参照。
- 当該師団の政経中枢師団への改編に伴い、連隊編制から隊編制（乙）に縮小改編。
  - 第1特科連隊 - 2002年3月、第1特科隊に改編。
  - 第3特科連隊 - 2006年3月27日、第3特科隊に改編。
- 当該師団等の旅団化に伴い、連隊編制から隊編制（丙）に縮小改編。
  - 第13特科連隊 - 1999年3月29日、第13特科隊に改編。　
  - 第12特科連隊 - 2001年3月26日、第12特科隊に改編。
  - 第5特科連隊 - 2004年3月29日、第5特科隊に改編。
  - 第2混成団特科大隊 - 2006年3月27日、第14特科隊及び第14高射特科中隊に分割再編。
  - 第11特科連隊 - 2008年3月26日、第11特科隊に改編。
- 野戦特科部隊の整理統合による改編。
  - 第3特科群 - 2003年3月27日、西部方面特科隊に改編。
  - 第2特科群 - 2010年3月26日、東北方面特科隊に改編。
同隊の基本部隊として、群本部が隊本部へ移行し、隷下の特科大隊を基幹部隊に地対艦ミサイル連隊を編合することで、隊編成（甲）となっている。
- 中期防衛力整備計画(2014・2019)、防衛力整備計画 (2023)に基づく野戦特科部隊の整理統合による改編。
  - 第6地対艦ミサイル連隊 - 2011年4月21日廃止。
  - 西部方面特科隊第112特科大隊 - 2018年3月26日廃止、水陸機動団特科大隊に改編。
  - 第8特科連隊 - 2018年3月26日廃止、連隊本部が第8師団司令部の火力調整部・隷下部隊の一部を西部方面特科連隊に改編。
  - 第14特科隊 - 2018年3月26日廃止、中部方面特科隊に改編。
  - 第4特科連隊 - 2019年3月25日廃止、連隊本部が第4師団司令部の火力調整部・隷下3個大隊を西部方面特科連隊の2個大隊にそれぞれ改編。
  - 第6特科連隊・ 第9特科連隊- 2020年3月25日廃止。部隊統合の上、東北方面特科連隊に改編。
  - 第1特科隊・ 第12特科隊- 2023年3月16日廃止。部隊統合の上、東部方面特科連隊に改編。
  - 第3特科隊、第10特科連隊、第13特科隊、中部方面特科隊 - 2024年3月20日廃止。2024年3月21日、中部方面隊直轄で中部方面特科連隊を新編。
  - 第4特科群 - 2024年3月20日廃止。隷下の第104特科大隊は廃止、第131特科大隊は第1特科群に編入。
- オスロ・プロセス署名、防衛力整備計画 (2023)に基づく多連装ロケットシステム 廃棄に伴う処置。
  - 第1特科群第133特科大隊 / 東北方面特科隊第130特科大隊 - 2019年3月25日廃止。
  - 西部方面特科隊第132特科大隊 - 2023年3月16日廃止。第301多連装ロケット中隊に縮小改編。
  - 特科教導隊第5射撃中隊 - 2024年3月20日廃止。
- 方面特科隊観測中隊の廃止に伴う処置。
  - 西部方面特科隊第302観測中隊、特科教導隊第303観測中隊、東北方面特科隊第304観測中隊 - 2023年3月15日廃止。特科教導隊のみ情報中隊に改編。第302観測中隊は西部方面特科連隊情報中隊の増強要員として編入。
- 中期防衛力整備計画 (2019)・防衛力整備計画 (2023)に基づく地対艦ミサイル連隊新編等に伴う処置。
  - 第4地対艦ミサイル連隊の隷下中隊 
    - 第4射撃中隊 - 2019年3月25日廃止。- 第301地対艦ミサイル中隊に改組。
    - 第3射撃中隊 - 2022年3月16日廃止。- 第303地対艦ミサイル中隊に改組。
    - 第2射撃中隊 - 2023年3月15日廃止。- 第304地対艦ミサイル中隊に改組。

  - 第5地対艦ミサイル連隊 第301-304地対艦ミサイル中隊 - 2024年3月20日廃止。2024年3月21日、第7地対艦ミサイル連隊を新編。
  - 第1地対艦ミサイル連隊・第2地対艦ミサイル連隊・第3地対艦ミサイル連隊の各第4地対艦ミサイル中隊 - 2025年3月23日廃止。
- 自衛隊法施行令の改正（令和六年政令第五十三号）による、「特科団に準ずる隊」の廃止に伴う処置。
  - 東北方面特科隊 - 2024年3月20日廃止。隷下の第4地対艦ミサイル連隊は東北方面隊直轄に隷属替え。
  - 西部方面特科隊 -  2024年3月20日廃止。2024年3月21日、第2特科団に増強改編。

## 高射特科
独立高射中隊については陸上自衛隊の独立高射大隊等一覧を参照。
- 当該師団の旅団化に伴い、大隊編制から中隊編制に縮小改編。
  - 第13高射特科大隊 - 1999年3月26日、第13高射特科中隊に改編。
  - 第12高射特科大隊 - 2001年3月26日、第12高射特科中隊に改編。
  - 第5高射特科大隊 - 2004年3月29日、第5高射特科中隊に改編。
  - 第11高射特科大隊 - 2008年3月26日、第11高射特科中隊に改編
- 群編成から連隊またはこれに準ずる隊編成への改編・再編成。
  - 第6高射特科群 - 2014年3月26日、第15高射特科連隊に増強。
  - 第5高射特科群 - 2018年3月26日廃止、第101高射特科隊に縮小。
  - 第101高射特科隊 - 2024年3月20日廃止、第5高射特科群に再編成。
- 中隊から隊編制へ改組。
  - 第14高射特科中隊 - 2018年3月26日、第14高射特科隊に改組。
  - 第11高射特科中隊 - 2019年3月26日、第11高射特科隊に改組。
  - 第12高射特科中隊- 2022年3月17日、第12高射特科隊に改編。
  - 第327高射中隊- 2022年3月17日、第102高射特科隊に改編。
  - 第5高射特科中隊 - 2023年3月16日、第5高射特科隊に改編。

## 情報科
- 方面情報処理隊から方面情報隊への増強改編
  - 北部方面情報処理隊→北部方面情報隊
  - 中部方面情報処理隊→中部方面情報隊
  - 西部方面情報処理隊→西部方面情報隊
  - 東部方面情報処理隊→東部方面情報隊
- 中央資料隊・中央地理隊：中央情報隊新編（2007年3月）に伴い、防衛大臣直轄部隊から同隊隷下の地理情報隊・基礎情報隊に改編。
- 中央調査隊および方面調査隊：2003年3月27日廃止。情報保全隊#陸上自衛隊情報保全隊に改編。
- 三自衛隊の情報保全隊は2009年8月1日、自衛隊情報保全隊（共同の部隊）に改編。
- 方面情報隊隷下部隊の改組。（いずれも2025年3月23日）
  - 北部方面無人偵察機隊・北部方面移動監視隊→北部方面情報収集隊
  - 中部方面無人偵察機隊・中部方面移動監視隊→中部方面情報収集隊
  - 西部方面無人偵察機隊・西部方面移動監視隊→西部方面情報収集隊

## 施設科
施設中隊については施設中隊を参照。
- 第101建設隊 - 1966年4月1日廃止。
- 当該師団の旅団化に伴い、大隊編制から中隊編制に縮小。
  - 第13施設大隊 - 1999年3月29日、第13施設中隊に改編。2014年3月26日：体制移行に伴い、第13施設隊に改編。
  - 第12施設大隊 - 2001年3月26日、第12施設中隊に改編。2013年3月26日：体制移行に伴い、第12施設隊に改編。
  - 第5施設大隊 - 2004年3月29日、第5施設中隊に改編 → 平成22年度末の旅団改編に伴い隊編成から縮小した第5戦車大隊より施設小隊を受け入れ増強し第5施設隊（隊長の補職階級は2佐）に改編。
  - 第11施設大隊 - 2008年3月26日、第11施設中隊に改編。2014年3月26日：体制移行に伴い、第11施設隊に改編。
- 当該混成団の旅団化に伴い、隊編制から中隊編制に組織改編。
  - 第2混成団施設隊 - 2006年3月27日、第14施設中隊に改編。平成23年度末に徳島駐屯地へ移駐し第14施設隊（隊長の補職階級は1佐（三）[1]）に改編。
  - 第1混成団第1混成群第301施設中隊 - 2010年3月26日、混成群の連隊改編に伴い群隷下から旅団長直轄の第15施設中隊に独立改編。
- 施設団組織改編に伴い廃止もしくは縮小改編。
  - 第8施設群 - 1999年3月廃止。第304施設隊、第305施設隊に分割改編。隷属していた各中隊をそれぞれ1個中隊を2つに分割、小隊規模に縮小した上でそれぞれの施設隊隷下小隊へ。これにより各施設隊はそれぞれ縮小したとはいえ群と同様の機能を持つ施設部隊となった。
  - 第3施設群 - 2001年3月26日廃止。
  - 第1施設群 - 2004年3月29日廃止。
- 北部方面施設隊 - 2017年3月、第3施設団の再編成に伴い廃止。
- 第101測量大隊 → 中央地理隊へ改編。
- 第301施設小隊・第302施設小隊：2017年（平成29年）3月27日廃止。即応予備自衛官を主体としていた。
- 第301坑道中隊・第302坑道中隊・第304坑道中隊：2024年（令和6年）3月20日廃止。
- 第303坑道中隊：2010年（平成22年）3月25日廃止。

## 通信科/システム通信科
- 中央基地通信隊 - 2004年3月、中央システム管理隊の一部と統合し中央基地システム通信隊に改編。
- 西部方面通信群 - 2019年3月26日、西部方面システム通信群に称号変更。
- 東部方面通信群 - 2020年3月26日、東部方面システム通信群に称号変更。
- 北部方面通信群 - 2022年3月17日、北部方面システム通信群に称号変更。
- 東北方面通信群 - 2022年3月17日、東北方面システム通信群に称号変更。
- 中部方面通信群 - 2022年3月17日、中部方面システム通信群に称号変更。
- 中央野外通信群第101通信運用大隊 - 2001年3月、第301通信運用中隊に縮小の後、2018年3月27日に中央即応集団司令部付隊通信小隊と統合、第301指揮所通信中隊に改編。
- 当該師団の旅団化に伴い、大隊編制から中隊編制に縮小（その後、大隊に準ずる隊[2]編成に再改編）。
  - 第13通信大隊 - 1999年3月29日、第13通信中隊に改編。2014年3月26日：体制移行に伴い、第13通信隊に改編。
  - 第12通信大隊 - 2001年3月26日、第12通信中隊に改編。2013年3月26日：体制移行に伴い、第12通信隊に改編。
  - 第5通信大隊 - 2004年3月29日、第5通信中隊に改編。2011年4月22日：体制移行に伴い、第5通信隊に改編。
  - 第11通信大隊 - 2008年3月26日、第11通信中隊に改編。2014年4月22日：体制移行に伴い、第11通信隊に改編。
- 当該部隊の旅団化に伴い、小隊規模から中隊規模（その後、大隊に準ずる隊[2]編成）に改編。
  - 第2混成団本部中隊通信小隊 - 2006年3月27日、第14通信中隊に改編。2014年3月26日：体制移行に伴い、第14通信隊に改編。
  - 第1混成団本部中隊通信小隊 - 2010年3月26日、第15通信隊に改編。
  - 第416基地通信隊 - 2010年3月26日、第1混成団隷下から西部方面通信群隷下の第322基地通信中隊に改編。
- 第1電子隊 - 2024年3月に電子作戦隊隷下の第302電子戦中隊に改編。

## システム管理隊
- 中央システム管理隊 - 2008年3月26日廃止。システム開発隊として通信団隷下から研究本部隷下へ編成替えののち、2018年3月にシステム通信団隷下に再編入。
- 方面通信群隷下の基地通信大隊と統合、方面総監部所在駐屯地の「基地システム通信中隊」の下部組織（システム運営隊）に縮小。
  - 第101システム管理隊 - 2004年3月廃止、第301基地システム通信中隊に改編。
  - 第103システム管理隊 - 2004年3月廃止、第302基地システム通信中隊に改編。
  - 第104システム管理隊 - 2005年3月廃止、第303基地システム通信中隊に改編。
  - 第105システム管理隊 - 2006年3月廃止、第304基地システム通信中隊に改編。
  - 第102システム管理隊 - 2007年3月廃止、第305基地システム通信中隊に改編。

## 後方支援部隊
- 方面総監直轄部隊であった方面武器隊と方面輸送隊、方面直轄部隊の整備要員を集約し、方面後方支援隊として新編。
  - 北部方面武器隊：2000年（平成12年）3月28日、北部方面後方支援隊を編成。
  - 東部方面武器隊：2002年（平成14年）3月27日、東部方面後方支援隊を編成。
  - 西部方面武器隊：2003年（平成15年）3月27日、西部方面後方支援隊を編成。
  - 中部方面武器隊：2004年（平成16年）3月27日、中部方面後方支援隊を編成。
  - 東北方面武器隊：2006年（平成18年）3月27日、東北方面後方支援隊を編成。
- 当該師団の旅団化に伴い、連隊編制から隊編制に縮小改編。実人員を維持し部隊規模のみ縮小。
  - 第13後方支援連隊：1999年（平成11年）3月29日、第13後方支援隊に改編。
  - 第12後方支援連隊：2001年（平成13年）3月26日、第12後方支援隊に改編。
  - 第5後方支援連隊：2004年（平成16年）3月29日、第5後方支援隊に改編。
  - 第11後方支援連隊：2008年（平成20年）3月26日、第11後方支援隊に改編。
- 当該混成団の旅団化に伴い、中隊編制から隊編制に改編。
  - 第2混成団後方支援中隊：2006年（平成18年）3月27日、第14後方支援隊に改編[3]。
  - 第101後方支援隊：2010年（平成22年）3月25日、第1混成団の改編により第15後方支援隊と那覇駐屯地業務隊に分割[4]。
- 陸上自衛隊中央輸送業務隊：2018年（平成30年）3月27日、陸上自衛隊中央輸送隊に改編。

## 教育部隊
- 第2教育連隊：1969年（昭和44年）8月1日廃止。第118教育大隊へ改編
- 第3教育連隊：2004年（平成16年）3月29日廃止。北部方面教育連隊に隷属する第2共通教育中隊に縮小、2011年（平成23年）3月北部方面混成団編制に伴い第120教育大隊として再編。
- 第1教育連隊：2006年（平成18年）3月28日廃止。東北方面混成団新編に伴い同部隊の母体となり廃止、後身は東北方面混成団隷下の第119教育大隊。
- 北部方面教育連隊：2011年（平成23年）4月21日廃止。北部方面混成団へ改編。

## その他
- 資材統制隊：1998年（平成10年）3月廃止。後身は補給統制本部の装備計画部。
- 檜町駐屯地業務隊・市ヶ谷駐屯地業務隊：2000年（平成12年）3月廃止。中央業務支援隊の母体となる。
- 印刷補給隊：2000年（平成12年）3月廃止。後身は中央業務支援隊の印刷補給部。
- 人事統計隊：2000年（平成12年）3月廃止。後身は中央業務支援隊の人事統計部。
- 檜町警備隊：2000年（平成12年）5月、防衛庁の市ヶ谷地区移転に伴い廃止。
- 小平駐屯地業務隊：2001年（平成13年）3月廃止。後身は小平学校総務部。
- 第1混成群：2010年（平成22年）3月25日廃止。後身は3個普通科中隊を基幹[5]とする第51普通科連隊および第301施設中隊は旅団長直轄の第15施設中隊に改編。
- 警務隊本部付警務隊：2011年（平成23年）4月22日、中央警務隊に改編。
- オリンピック支援集団 - 日本国内で開催されたオリンピックの支援を目的に臨時編成された部隊。